# Guido Cora
Guido Cora (Torino, 20 dicembre 1851 – 17 ottobre 1917) è stato un geografo e cartografo italiano.
Cora divenne professore di geografia all'Università di Torino nel 1882. Nel 1873 fondò la rivista geografica "Cosmos" e nel 1874 e 1876 intraprese viaggi scientifici in Epiro e nel Nord Africa. Oltre ai lavori seguenti, ha pubblicato una serie di dissertazioni nella sua rivista e in diverse pubblicazioni minori. Dal 1884 è editore dell'"Annuario geografico". Nel 1904 fondò a Roma il Circolo Speleologico Romano.

## Opere selezionate
- Ricerche storico-archeologiche sul sito degli Auaris e sulla topografia della parte centrale dell'antico Istmo di Suez (in "Bolletino della Società geographica italiana", 1870)
- Spedizione italiana in Nuova Guinea (1872)
- Cenni generali intorno ad un viaggio nella Bassa Albania (Epiro) ed a Tripoli di Barberia (1875)
- Carta speciale della reggenza della Tunisia (con "Nota cartografica", 1881)
- Il Sahara. Nomina e considerazione della geografia (1882)

## Galleria d'immagini

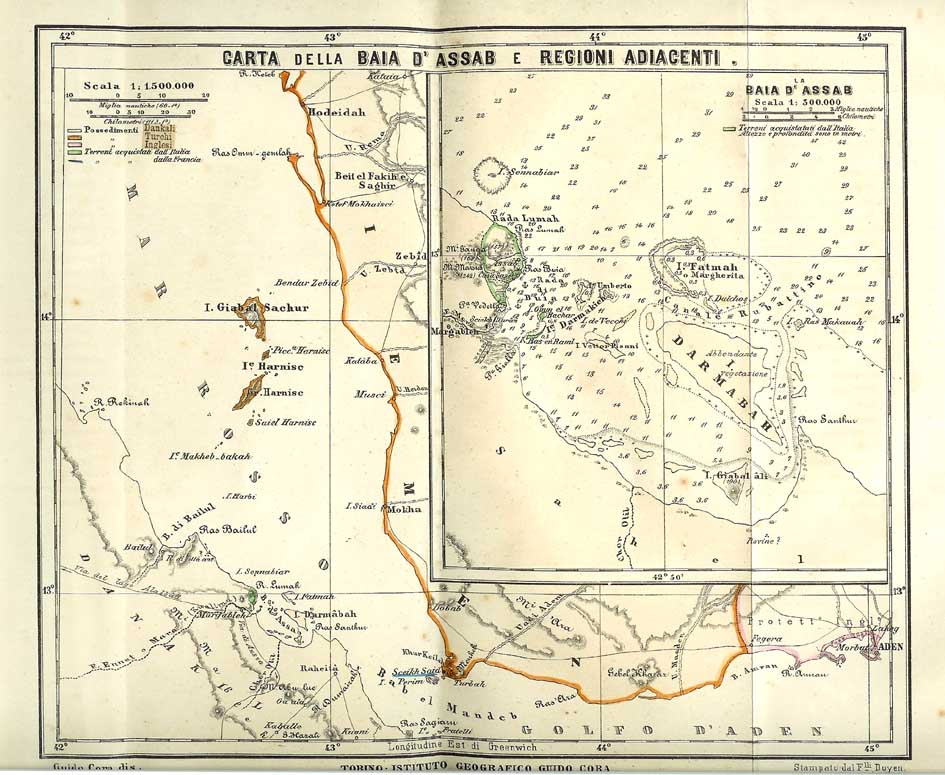
Assab
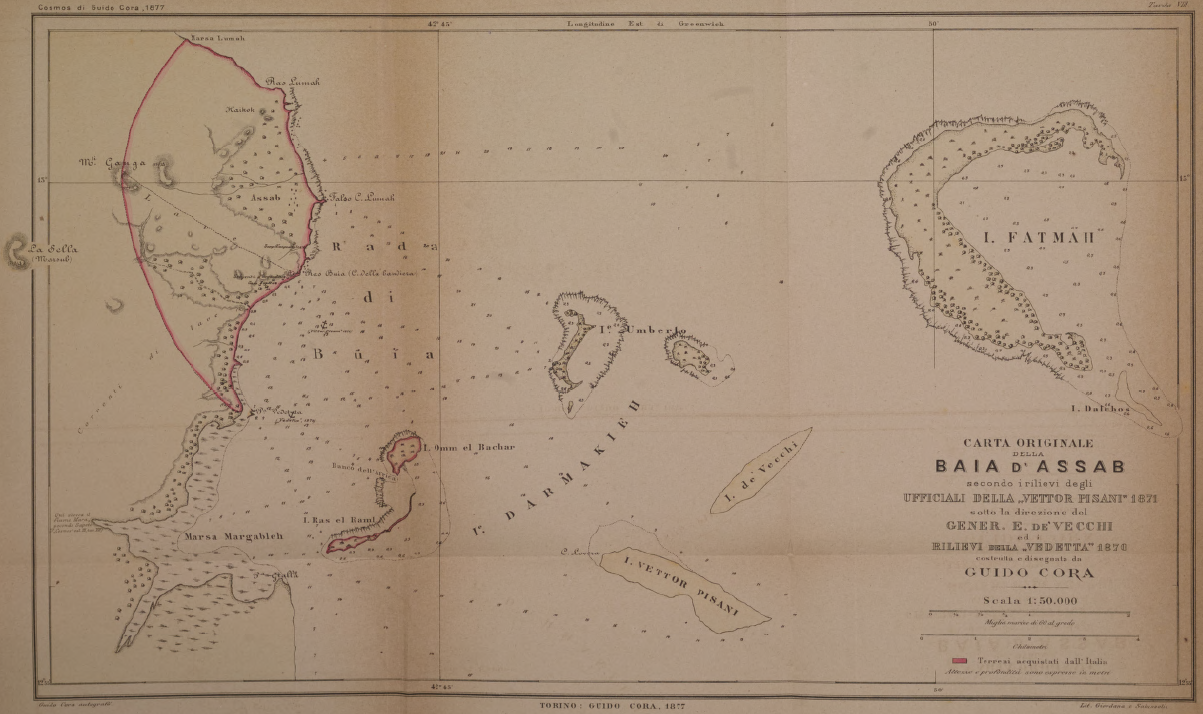
Assab, 1877